# ناحیه فلورا، شهرستان بونی، ایلینوی
ناحیه فلورا، شهرستان بونی، ایلینوی (به انگلیسی: Flora Township) یک منطقهٔ مسکونی در ایالات متحده آمریکا است که در شهرستان بونی، ایلینوی واقع شده‌است. ناحیه فلورا ۲٬۹۸۱ نفر جمعیت دارد و ۲۶۵ متر بالاتر از سطح دریا واقع شده‌است.